# Christian Mortensen
Christian Mortensen (Skaarup, 16 de agosto de 1882 — 25 de abril de 1998) foi um supercentenário dinamarquês que emigrou para os Estados Unidos da América em 1903. Ele foi a homem mais velho na história até 28 de dezembro de 2012, quando Jiroemon Kimura do Japão superou esse recorde. Mortensen foi o primeiro homem verificado a chegar aos 115 anos. 
Mortensen foi batizado na Igreja Frutante em 26 de dezembro de 1882. Além de seu registro batismal, outros registros incluem as enumerações do recenseamento de 1890 e 1901 na Dinamarca e a confirmação da igreja em 1896.

## Biografia
Christian Mortensen nasceu o filho de um alfaiate em 16 de agosto de 1882 na aldeia de Skårup, perto da cidade de Skanderborg na Dinamarca. Christian começou a trabalhar como aprendiz de alfaiate em Skanderborg aos 16 anos, em 1898, e depois trabalhou como um fazendeiro.
Mortensen emigrou para os Estados Unidos em 1903. Ele viajou enquanto trabalhava como alfaiate, mas se instalou em Chicago, onde teve parentes. Mortensen trabalhou vários negócios, incluindo leiteiro para o leite de Borden, como restaurador e como trabalhador de fábrica da Continental Can Company. Ele era casado por menos de dez anos, divorciado e não tinha filhos. Ele não se casou novamente.
Em 1950, Mortensen se aposentou perto da Baía de Galveston, Texas. Aos 96 anos, mudou-se para uma casa de aposentadoria em San Rafael, Califórnia. Mortensen afirmou que ele andou de bicicleta para a Comunidade de Aposentadoria Aldersly, dizendo à equipe que ele estava lá para ficar. Mortensen morou em Aldersly até sua morte em 1998.
Mortensen desfrutou de um charuto ocasional e insistiu que fumar com moderação não era insalubre. Mortensen preferiu uma dieta vegetariana. Ele também tomou água fervida. Mortensen foi legalmente cego no final de sua vida e passou a maior parte do tempo em uma cadeira de rodas ouvindo o rádio. No final de sua vida, sua lembrança de eventos distantes era boa, mas ele não conseguia se lembrar de eventos recentes e sempre precisava de assistência da equipe da Aldersly.
Em seu aniversário de 115 anos, Mortensen deu seu conselho para uma longa vida: "Amigos, um bom charuto, bebendo muita água boa, sem álcool, ficando positivo e muitos cantos o manterão vivo por um longo tempo".